# Vexille
Vexille (jap. ベクシル 2077日本鎖国 Bekushiru 2077 Nihon sakoku) – japoński fantastycznonaukowy film anime z 2007 roku, w reżyserii Fumihiko Soriego. Światowa premiera filmu miała miejsce 1 sierpnia 2007.

## Obsada
- Meisa Kuroki – kmdr ppor. Vexille Serra
- Shōsuke Tanihara – kmdr Leon Fayden
- Yasuko Matsuyuki – Maria
- Takaya Kuroda – Zack
- Akio Ōtsuka – Saitō
- Romi Paku – Takashi
- Takahiro Sakurai – Ryō
- Toshiyuki Morikawa – Kisaragi
- Tetsuya Kakihara – Taro
- Kenji Takahashi – Saga
- Jirō Saitō – Prezes Itakura